# L'Enfant d'Ingolstadt
 (février 2019).
Si vous disposez d'ouvrages ou d'articles de référence ou si vous connaissez des sites web de qualité traitant du thème abordé ici, merci de compléter l'article en donnant les références utiles à sa vérifiabilité et en les liant à la section « Notes et références ».
L'Enfant d'Ingolstadt est le dixième tome, publié en 2018, de l'ouvrage en plusieurs volumes (Dernier Royaume), auquel se consacre l'écrivain français Pascal Quignard depuis 2002.

## Contenu
Cet essai se compose de 41 courts chapitres, traitant de points historiques, littéraires, philosophiques, autobiographiques.
Le chapitre 29, intitulé Le Garçon mort d'Ingolstadt, évoque le récit L'Enfant entêté (1819) de frères Grimm, lui-même repris de la ballade de Hans Sachs, Le Garçon mort d'Ingolstadt (1522).

## Réception
Les recensions sont peu nombreuses, et bonnes,,.

## Citations
« L'écrivain amoncelait des fragments sans queue ni tête, des rêves, des brèves scènes de théâtre, des subites leçons de ténèbres, des requiems athées, des pensées, des énigmes, des contes » (p. 71).
« L'excitation extrême où peut plonger l'attrait du faux  sur un petit garçon plus ou moins romanesque ou endeuillé ou mythomane ou anorexique ou pervers ou dissimulé me paraît moins énigmatique que n'importe quel enfant — de quelque âge que ce soit — tout à coup hanté  et déchiré par le dieu de l'aveu irrépressible du crime irrépressible » (p. 145).

## Édition
- L'Enfant d'Ingolstadt (Dernier Royaume, tome X), Grasset, 2018, 272 pages  (ISBN 978-2-246-817-932).